# Isabel II (1889)

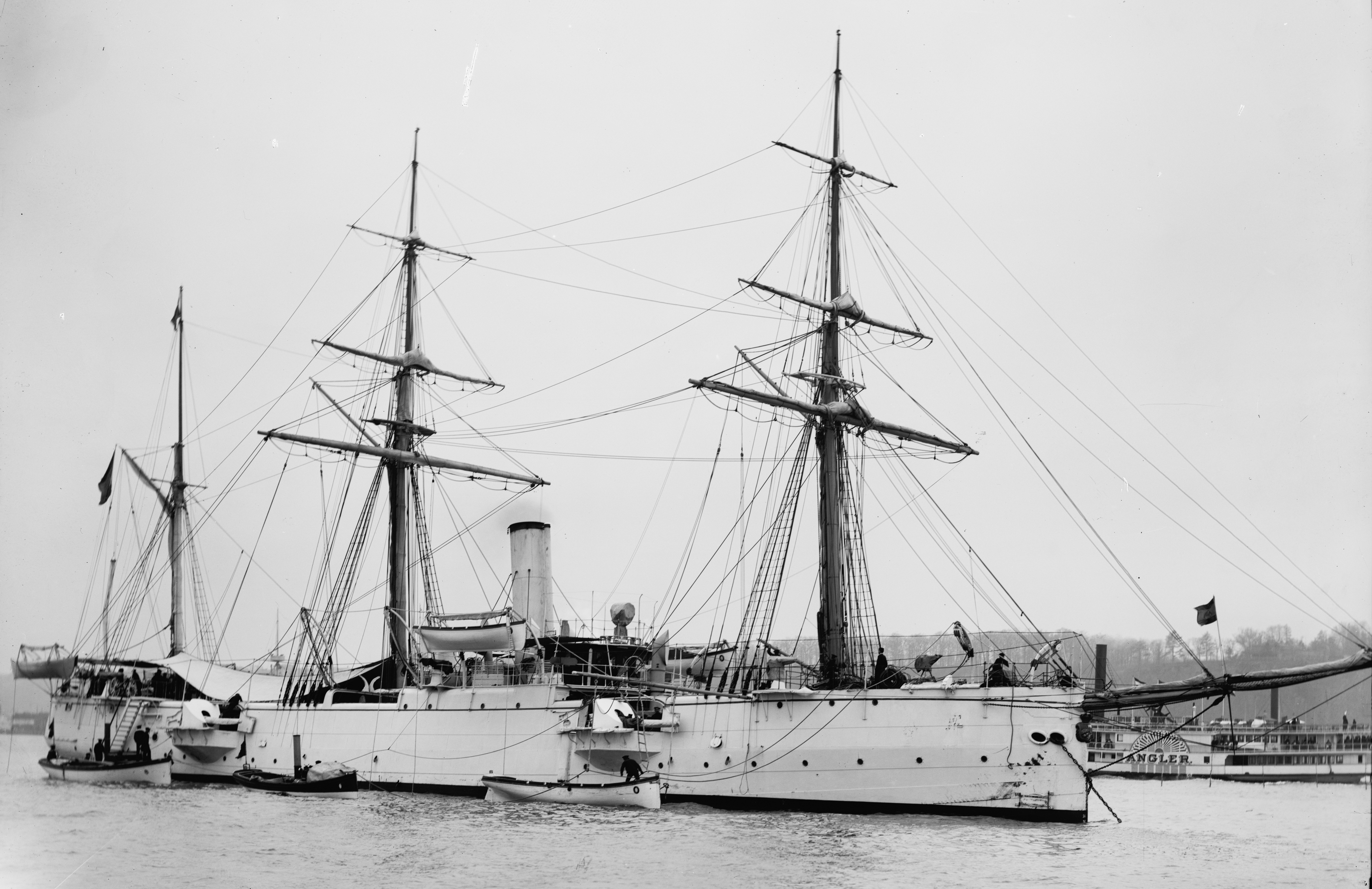
Однотипний «Ісабель ІІ» крейсер «Інфанта Ісабель» в порту Нью-Йорку, 1893 рік.

«Ісабель II» незахищений крейсер іспанського флоту типу «Веласко», названий на честь королеви Ізабелли II. Корабель взяв участь у боях при Сан-Хуані, під час іспано-американської війни.

## Технічні характеристики
Крейсер «Ісабель II» побудували на військово-морській верфі у Ферролі. Його кіль був закладений у 1883 році, а корабель був спущений на воду 19 лютого 1886 року. Добудову «Ісабель II» завершили в 1888 або 1889 роках. У нього була одна досить висока труба. Крейсер мав залізний корпус і вітрильне оснащення барка.

## Історія служби
Коли в квітні 1898 року почалася іспано-американська війна, «Ісабель II» перебував в Сан-Хуані, Пуерто-Рико. ВМС США 18 червня 1898 року становив постійну блокаду цього порту.
22 червня 1898 року «Ісабель II», канонерський човен «General Concha» та есмінець «Терор» вийшли з порту для спроби прорвати перевірки блокади, в результаті чого відбувся Другий бій при Сан-Хуані. Допоміжний крейсер USS St. Paul вирушив їм напереріз, в результаті чого відбувся короткий артилерійський бій, який іспанці швидко перервали.«Ісабель II» та «Генерал Конча» могли набрати швидкість, більшу за 10 вузлів (19 км/год). Тому «Терор» мав здійснити торпедну атаку на американський корабель, аби прикрити їх відступ, і був сильно пошкоджений внаслідок обстрілу. Втім всі три іспанські кораблі повернулися до порту в Сан-Хуані. Двоє членів екіпажу загинули на борту «Терору», єдині жертви цього бою.
28 червня 1898 року «„Ісабель II“», «Генерал Конча» і канонерський човен "Ponce de Leon ", здійснили вилазку, аби сприяти прориву блокади торговим пароплавом «Антоніо Лопес», який намагався прорватися у гавань Сан-Хуана. Три іспанські військові кораблі вступили у артилерійську перестрілку на дальніх дистанціях з USS St. Paul, ще одним допоміжним крейсером USS Yosemite, та броненосним крейсером «New Orleans», жодного влучання ні вони, ні їх противники не досягли. Коли стало зрозуміло, що «Антоніо Лопес» не зможе прорватися повз американські кораблі, іспанські військові кораблі повернулися до порту, де вони і провели решту війни. «Антоніо Лопес» викинувся на мілину, але більшість його вантажів було врятовано іспанцями.
Крейсер «Ізабелла II» повернувся до Іспанії після закінчення війни. Корабель виключили зі складу флоту 1907 р.